# Pierantonio Tremolada
Pierantonio Tremolada (ur. 4 października 1956 w Lissone) – włoski duchowny katolicki, biskup Brescii od 2017.

## Życiorys

### Prezbiterat
Święcenia kapłańskie otrzymał 13 czerwca 1981 i został inkardynowany do archidiecezji mediolańskiej. Pracował przede wszystkim jako wykładowca archidiecezjalnego seminarium, jednocześnie kierując formacją stałych diakonów. W 2012 został wikariuszem biskupim ds. ewangelizacji i sakramentów.

### Episkopat
24 maja 2014 papież Franciszek mianował go biskupem pomocniczym archidiecezji mediolańskiej, ze stolicą tytularną Maxita. Sakry udzielił mu 28 czerwca 2014 metropolita mediolański - kardynał Angelo Scola.
12 lipca 2017 został mianowany biskupem ordynariuszem Brescii.